# Colonia San Isidro Citlalcóatl
Colonia San Isidro Citlalcóatl är en ort i Mexiko, tillhörande kommunen Tecámac i delstaten Mexiko. Colonia San Isidro Citlalcóatl ligger i den centrala delen av landet och tillhör Mexico Citys storstadsområde. Orten hade 312 invånare vid folkmätningen 2010.